# Konotop (rejon janowski)
Konotop (biał. Канатоп, Kanatop; ros. Конотоп, Konotop) – wieś na Białorusi, w obwodzie brzeskim, w rejonie janowskim, w sielsowiecie Rudzk, przy drodze republikańskiej R144.

## Historia
W dwudziestoleciu międzywojennym leżał w Polsce, w województwie poleskim, w powiecie pińskim, w gminie Brodnica. W 1921 wieś liczyła 258 mieszkańców, zamieszkałych w 56 budynkach, w tym 237 Białorusinów i 21 Polaków. 237 mieszkańców było wyznania prawosławnego i 21 rzymskokatolickiego.
Po II wojnie światowej w granicach Związku Radzieckiego. Od 1991 w niepodległej Białorusi.